# دعاء كميل
دُعاء كُميل من الأدعية المشهورة والمعروفة جداً لدى الشيعة، وهم يحرصون على قراءته في كل ليلة جمعة، وفي ليلة منتصف شعبان، تبعاً للروايات الواردة في فضله وأثره في تربية النفس، ولما يحتويه من المعاني الرفيعة، لأنه يزخر بالدروس العقائدية والتربوية، ويقوي في الإنسان المؤمن روح العبودية والتوجه إلى الله عَزَّ وجَلَّ. وهو دُعاء الخضر وقد عَلَّمه إياه علي بن أبي طالب.

## مصدر وسند الدعاء
روي أن كميل بن زياد النخعي رأي الإمام علي بن أبي طالب  ساجدا يدعو بهذا الدعاء في ليلة منتصف شعبان.
قال المجلسي في دعاء كميل: انّه أفضل الأدعية وهو دُعاء الخضر وقد علّمه علي بن ابي طالب كميلاً، وهو من خواصّ أصحابه.
وقال المُحَدِّث القُمِّيُ: وهو من الدَّعوات المعروفة، قال العلامة المجلسي انّه أفضل الأدعية وهو دُعاء خضر وقد علّمه علي بن ابي طالب كميلاً، وهو من خواصّ أصحابه.
ويُدعى به في ليلة النّصف مِن شعبان، وليلة الجمعة. ويُجْدي في كفاية شرّ الأعداء، وفي فتح باب الرّزق، وفي غفران الذّنوب. وقد رواه الشّيخ والسيّد كلاهما، وأنا أرويه عن كتاب مصباح المتهجد.
[2] الخضر هو نبي من أنبياء الله (عليهم السلام)، وهو العبد الصالح الذي ذكر الله عز وجل قصته مع النبي موسى () في الآيات 65 - 82 من سورة الكهف، وهو حي يرزق وله عمر طويل ومميَّز، ولا يزال يمارس دوره الذي كلَّفه به الله عَزَّ وجَلَّ، وسينعُم بالحياة حتى ظهور الإمام المهدي المنتظر (عجَّل الله فرَجَه).
[3] العلامة الشيخ محمد باقر المجلسي، المولود بإصفهان سنة: 1037، والمتوفى بها سنة: 1110 هجرية، صاحب الموسوعة الحديثية الكبرى المُسماة بـ " بحار الأنوار (الجامعة لدرر أخبار الأئمة الأطهار (عليهم السلام).
[4] هو الشيخ عباس بن محمد رضا بن أبي القاسم من أفاضل العلماء المُحدثين، وكان عالماً فاضلاً كاملا محدثا متتبعا ماهراً كما وصَفَهُ علماء الرجال، لها مؤلفات كثيرة في العقيدة والسيرة والآداب والأدعية والزيارات، ومن أشهر كتبه «مفاتيح الجِنان» في الأدعية والزيارات، وقد نقلنا هذا الدعاء من هذا الكتاب الشريف، وُلد بمدينة قم المُقدسة سنة: 1294 هجرية، وتُوفي سنة: 1359 هجرية بالنجف ودُفِنَ بها ().
[5] قال كميلُ بن زياد كنت جالساً مع مولاي أمير المؤمنين في مسجد البصرة ومعه جماعة من أصحابه. فقال بعضهم ما معنى قول الله عَزَّ وجَلَّ: { فِيهَا يُفْرَقُ كُلُّ أَمْرٍ حَكِيمٍ } ؟ قال: " ليلة النصف من شعبان، والذي نفس علي بيده إنه ما من عبد إلا وجميع ما يجري عليه من خير وشر مقسوم له في ليلة النصف من شعبان إلى آخر السنة في مثل تلك الليلة المقبلة، وما من عبد يحييها ويدعو بدعاء الخضر إلا أجيب (له) ". فلما انصرف طرقته ليلاً. فقال: " ما جاء بك يا كميل " ؟ قلت يا أمير المؤمنين دعاء الخضر. فقال: " اجلس يا كميل، إذا حفظت هذا الدعاء فادعُ به كل ليلة جمعة، أو في الشهر مرة، أو في السنة مرة، أو في عمرك مرة، تُكْفَ وَ تُنْصَر وَ تُرْزَق، وَ لَنْ تُعْدَم المغفرة، يا كميل أوجَبَ لك طولُ الصحبة لنا أن نَجُودَ لكَ بما سألت ". ثم قال: " أُكتب اللهم إني أسألك برحمتك التي وسعت كل شيء... وذَكَرَ الدعاء، راجع إقبالالأعمال: 707.
وَرُوِيَ أيضاً أن كميل بن زياد النخعي رأى أمير المؤمنين علي بن أبي طالب ساجدا يدعو بهذا الدعاء في ليلة النصف من شعبان اللهم إني أسألك برحمتك... راجع مصباح المتهجد: 844.
الإمام أمير المؤمنين علي بن أبي طالب، وصي رسول الله محمد وخليفته من بعده، وأول أئمة أهل البيت.

## ترجمة الدعاء
قامت دار نشر الهدى الإيرانية بترجمة الدعاء إلى 15 لغة.

## كلمات الدعاء
اَللّهُمَّ اِنّي أَسْأَلُكَ بِرَحْمَتِكَ الَّتي وَسِعَتْ كُلَّ شَيْء، وَبِقُوَّتِكَ الَّتي قَهَرْتَ بِها كُلَّ شَيْء، وَخَضَعَ لَها كُلُّ شَئ، وَذَلَّ لَها كُلُّ شَئ، وَبِجَبَرُوتِكَ الَّتي غَلَبْتَ بِها كُلَّ شَئ، وَبِعِزَّتِكَ الَّتي لا يَقُومُ لَها شَئٌ، وَبِعَظَمَتِكَ الَّتي مَلاََتْ كُلَّ شَئ، وَبِسُلْطانِكَ الَّذي عَلا كُلَّ شَئ، وَبِوَجْهِكَ الْباقي بَعْدَ فَناءِ كُلِّ شَئ، وَبِأَسْمائِكَ الَّتي مَلاََتْ اَرْكانَ كُلِّ شَئ، وَبِعِلْمِكَ الَّذي اَحاطَ بِكُلِّ شَئ، وَبِنُورِ وَجْهِكَ الَّذي اَضاءَ لَهُ كُلُّ شئ، يا نُورُ يا قُدُّوسُ، يا اَوَّلَ الاَْوَّلِينَ وَيا آخِرَ الاْخِرينَ، اَللّهُمَّ اغْفِرْ لِي الذُّنُوبَ الَّتي تَهْتِكُ الْعِصَمَ، اَللّهُمَّ اغْفِرْ لِي الذُّنُوبَ الَّتي تُنْزِلُ النِّقَمَ، اَللّهُمَّ اغْفِرْ لِي الذُّنُوبَ الَّتي تُغَيِّرُ النِّعَمَ، اَللّهُمَّ اغْفِرْ لي الذُّنُوبَ الَّتي تَحْبِسُ الدُّعاءَ، اَللّهُمَّ اغْفِرْ لِي الذُّنُوبَ الَّتي تُنْزِلُ الْبَلاءَ، اَللّهُمَّ اغْفِرْ لي كُلَّ ذَنْب اَذْنَبْتُهُ، وَكُلَّ خَطيئَة اَخْطَأتُها، اَللّهُمَّ اِنّي اَتَقَرَّبُ اِلَيْكَ بِذِكْرِكَ، وَاَسْتَشْفِعُ بِكَ اِلى نَفْسِكَ، وَأَسْأَلُكَ بِجُودِكَ اَنْ تُدْنِيَني مِنْ قُرْبِكَ، وَاَنْ تُوزِعَني شُكْرَكَ، وَاَنْ تُلْهِمَني ذِكْرَكَ، اَللّهُمَّ اِنّي أَسْأَلُكَ سُؤالَ خاضِع مُتَذَلِّل خاشِع اَنْ تُسامِحَني وَتَرْحَمَني وَتَجْعَلَني بِقِسْمِكَ راضِياً قانِعاً وَفي جَميعِ الاَْحْوالِ مُتَواضِعاً، اَللّهُمَّ وَأَسْأَلُكَ سُؤالَ مَنِ اشْتَدَّتْ فاقَتُهُ، وَاَنْزَلَ بِكَ عِنْدَ الشَّدائِدِ حاجَتَهُ، وَعَظُمَ فيما عِنْدَكَ رَغْبَتُهُ، اَللّهُمَّ عَظُمَ سُلْطانُكَ وَعَلا مَكانُكَ وَخَفِي مَكْرُكَ وَظَهَرَ اَمْرُكَ وَغَلَبَ قَهْرُكَ وَجَرَتْ قُدْرَتُكَ وَلا يُمْكِنُ الْفِرارُ مِنْ حُكُومَتِكَ، اَللّهُمَّ لا اَجِدُ لِذُنُوبي غافِراً، وَلا لِقَبائِحي ساتِراً، وَلا لِشَئ مِنْ عَمَلِي الْقَبيحِ بِالْحَسَنِ مُبَدِّلاً غَيْرَكَ لا اِلهَ إلاّ اَنْتَ سُبْحانَكَ وَبِحَمْدِكَ ظَلَمْتُ نَفْسي، وَتَجَرَّأْتُ بِجَهْلي وَسَكَنْتُ اِلى قَديمِ ذِكْرِكَ لي وَمَنِّكَ عَلَيَّ، اَللّهُمَّ مَوْلاي كَمْ مِنْ قَبيح سَتَرْتَهُ وَكَمْ مِنْ فادِح مِنَ الْبَلاءِ اَقَلْتَهُ (اَمَلْتَهُ) وَكَمْ مِنْ عِثار وَقَيْتَهُ، وَكَمْ مِنْ مَكْرُوه دَفَعْتَهُ، وَكَمْ مِنْ ثَناء جَميل لَسْتُ اَهْلاً لَهُ نَشَرْتَهُ، اَللّهُمَّ عَظُمَ بَلائي وَاَفْرَطَ بي سُوءُ حالي، وَقَصُرَتْ (قَصَّرَتْ) بي اَعْمالي وَقَعَدَتْ بي اَغْلالى، وَحَبَسَني عَنْ نَفْعي بُعْدُ اَمَلي (آمالي)، وَخَدَعَتْنِي الدُّنْيا بِغُرُورِها، وَنَفْسي بِجِنايَتِها (بِخِيانَتِها) وَمِطالي يا سَيِّدي فَأَسْأَلُكَ بِعِزَّتِكَ اَنْ لا يَحْجُبَ عَنْكَ دُعائي سُوءُ عَمَلي وَفِعالي، وَلا تَفْضَحْني بِخَفِي مَا اطَّلَعْتَ عَلَيْهِ مِنْ سِرّى، وَلا تُعاجِلْني بِالْعُقُوبَةِ عَلى ما عَمِلْتُهُ في خَلَواتي مِنْ سُوءِ فِعْلي وَإساءَتي وَدَوامِ تَفْريطي وَجَهالَتي وَكَثْرَةِ شَهَواتي وَغَفْلَتي، وَكُنِ اللّهُمَّ بِعِزَّتِكَ لي في كُلِّ الاَْحْوالِ (فِي الاَْحْوالِ كُلِّها) رَؤوفاً وَعَلَي في جَميعِ الاُْمُورِ عَطُوفاً اِلهي وَرَبّي مَنْ لي غَيْرُكَ أَسْأَلُهُ كَشْفَ ضُرّي وَالنَّظَرَ في اَمْري، اِلهي وَمَوْلاي اَجْرَيْتَ عَلَي حُكْماً اِتَّبَعْتُ فيهِ هَوى نَفْسي وَلَمْ اَحْتَرِسْ فيهِ مِنْ تَزْيينِ عَدُوّي، فَغَرَّني بِما اَهْوى وَاَسْعَدَهُ عَلى ذلِكَ الْقَضاءُ فَتَجاوَزْتُ بِما جَرى عَلَي مِنْ ذلِكَ بَعْضَ حُدُودِكَ، وَخالَفْتُ بَعْضَ اَوامِرِكَ فَلَكَ الْحَمْدُ (اَلْحُجَّةُ) عَلي في جَميعِ ذلِكَ وَلا حُجَّةَ لي فيما جَرى عَلَيَّ فيهِ قَضاؤُكَ وَاَلْزَمَني حُكْمُكَ وَبَلاؤُكَ، وَقَدْ اَتَيْتُكَ يا اِلهي بَعْدَ تَقْصيري وَاِسْرافي عَلى نَفْسي مُعْتَذِراً نادِماً مُنْكَسِراً مُسْتَقيلاً مُسْتَغْفِراً مُنيباً مُقِرّاً مُذْعِناً مُعْتَرِفاً لا اَجِدُ مَفَرّاً مِمّا كانَ مِنّي وَلا مَفْزَعاً اَتَوَجَّهُ اِلَيْهِ في اَمْري غَيْرَ قَبُولِكَ عُذْري وَاِدْخالِكَ اِيّايَ في سَعَة (مِنْ) رَحْمَتِكَ
اَللّهُمَّ (اِلهي) فَاقْبَلْ عُذْري وَارْحَمْ شِدَّةَ ضُرّي وَفُكَّني مِنْ شَدِّ وَثاقي، يا رَبِّ ارْحَمْ ضَعْفَ بَدَني وَرِقَّةَ جِلْدي وَدِقَّةَ عَظْمي، يا مَنْ بَدَأَ خَلْقي وَذِكْري وَتَرْبِيَتي وَبِرّى وَتَغْذِيَتي هَبْني لاِبـْتِداءِ كَرَمِكَ وَسالِفِ بِرِّكَ بي يا اِلهي وَسَيِّدي وَرَبّي، اَتُراكَ مُعَذِّبي بِنارِكَ بَعْدَ تَوْحيدِكَ وَبَعْدَ مَا انْطَوى عَلَيْهِ قَلْبي مِنْ مَعْرِفَتِكَ وَلَهِجَ بِهِ لِساني مِنْ ذِكْرِكَ، وَاعْتَقَدَهُ ضَميري مِنْ حُبِّكَ، وَبَعْدَ صِدْقِ اعْتِرافي وَدُعائي خاضِعاً لِرُبُوبِيَّتِكَ، هَيْهاتَ اَنْتَ اَكْرَمُ مِنْ اَنْ تُضَيِّعَ مَنْ رَبَّيْتَهُ اَوْ تُبْعِدَ (تُبَعِّدَ) مَنْ اَدْنَيْتَهُ اَوْ تُشَرِّدَ مَنْ اوَيْتَهُ اَوْ تُسَلِّمَ اِلَى الْبَلاءِ مَنْ كَفَيْتَهُ وَرَحِمْتَهُ، وَلَيْتَ شِعْرى يا سَيِّدي وَاِلهي وَمَوْلايَ اَتُسَلِّطُ النّارَ عَلى وُجُوه خَرَّتْ لِعَظَمَتِكَ ساجِدَةً، وَعَلى اَلْسُن نَطَقَتْ بِتَوْحيدِكَ صادِقَةً، وَبِشُكْرِكَ مادِحَةً، وَعَلى قُلُوب اعْتَرَفَتْ بِاِلهِيَّتِكَ مُحَقِّقَةً، وَعَلى ضَمائِرَ حَوَتْ مِنَ الْعِلْمِ بِكَ حَتّى صارَتْ خاشِعَةً، وَعَلى جَوارِحَ سَعَتْ اِلى اَوْطانِ تَعَبُّدِكَ طائِعَةً وَاَشارَتْ بِاسْتِغْفارِكَ مُذْعِنَةً، ما هكَذَا الظَّنُّ بِكَ وَلا اُخْبِرْنا بِفَضْلِكَ عَنْكَ يا كَريمُ يا رَبِّ وَاَنْتَ تَعْلَمُ ضَعْفي عَنْ قَليل مِنْ بَلاءِ الدُّنْيا وَعُقُوباتِها وَما يَجْري فيها مِنَ الْمَكارِهِ عَلى اَهْلِها، عَلى اَنَّ ذلِكَ بَلاءٌ وَمَكْرُوهٌ قَليلٌ مَكْثُهُ، يَسيرٌ بَقاؤُهُ، قَصيرٌ مُدَّتُهُ فَكَيْفَ احْتِمالي لِبَلاءِ الاْخِرَةِ وَجَليلِ (حُلُولِ) وُقُوعِ الْمَكارِهِ فيها وَهُوَ بَلاءٌ تَطُولُ مُدَّتُهُ وَيَدُومُ مَقامُهُ وَلا يُخَفَّفُ عَنْ اَهْلِهِ لاَِنَّهُ لا يَكُونُ إلاّ عَنْ غَضَبِكَ وَاْنتِقامِكَ وَسَخَطِكَ، وَهذا ما لا تَقُومُ لَهُ السَّمـاواتُ وَالاَْرْضُ يا سَيِّدِي فَكَيْفَ لي (بي) وَاَنَا عَبْدُكَ الضَّعيفُ الـذَّليـلُ الْحَقيرُ الْمِسْكينُ الْمُسْتَكينُ، يا اِلهي وَرَبّي وَسَيِّدِي وَمَوْلايَ لاَِيِّ الاُْمُورِ اِلَيْكَ اَشْكُو وَلِما مِنْها اَضِجُّ وَاَبْكي لاَِليمِ الْعَذابِ وَشِدَّتِهِ، اَمْ لِطُولِ الْبَلاءِ وَمُدَّتِهِ، فَلَئِنْ صَيَّرْتَنى لِلْعُقُوباتِ مَعَ اَعْدائِكَ وَجَمَعْتَ بَيْني وَبَيْنَ اَهْلِ بَلائِكَ وَفَرَّقْتَ بَيْني وَبَيْنَ اَحِبّائِكَ وَاَوْليائِكَ، فَهَبْني يا اِلهى وَسَيِّدِي وَمَوْلايَ وَرَبّي صَبَرْتُ عَلى عَذابِكَ فَكَيْفَ اَصْبِرُ عَلى فِراقِكَ، وَهَبْني (يا اِلهي) صَبَرْتُ عَلى حَرِّ نارِكَ فَكَيْفَ اَصْبِرُ عَنِ النَّظَرِ اِلى كَرامَتِكَ اَمْ كَيْفَ اَسْكُنُ فِي النّارِ وَرَجائي عَفْوُكَ فَبِعِزَّتِكَ يا سَيِّدى وَمَوْلايَ اُقْسِمُ صادِقاً لَئِنْ تَرَكْتَني ناطِقاً لاَِضِجَّنَّ اِلَيْكَ بَيْنَ اَهْلِها ضَجيجَ الاْمِلينَ (الاْلِمينَ) وَلاََصْرُخَنَّ اِلَيْكَ صُراخَ الْمَسْتَصْرِخينَ، وَلاََبْكِيَنَّ عَلَيْكَ بُكاءَ الْفاقِدينَ، وَلاَُنادِيَنَّكَ اَيْنَ كُنْتَ يا وَلِيَّ الْمُؤْمِنينَ، يا غايَةَ آمالِ الْعارِفينَ، يا غِياثَ الْمُسْتَغيثينَ، يا حَبيبَ قُلُوبِ الصّادِقينَ، وَيا اِلهَ الْعالَمينَ، اَفَتُراكَ سُبْحانَكَ يا اِلهى وَبِحَمْدِكَ تَسْمَعُ فيها صَوْتَ عَبْد مُسْلِم سُجِنَ (يُسْجَنُ) فيها بِمُخالَفَتِهِ، وَذاقَ طَعْمَ عَذابِها بِمَعْصِيَتِهِ وَحُبِسَ بَيْنَ اَطْباقِها بِجُرْمِهِ وَجَريرَتِهِ وَهُوَ يَضِجُّ اِلَيْكَ ضَجيجَ مُؤَمِّل لِرَحْمَتِكَ، وَيُناديكَ بِلِسانِ اَهْلِ تَوْحيدِكَ، وَيَتَوَسَّلُ اِلَيْكَ بِرُبُوبِيَّتِكَ، يا مَوْلايَ فَكَيْفَ يَبْقى فِي الْعَذابِ وَهُوَ يَرْجُو ما سَلَفَ مِنْ حِلْمِكَ، اَمْ كَيْفَ تُؤْلِمُهُ النّارُ وَهُوَ يَأْملُ فَضْلَكَ وَرَحْمَتَكَ اَمْ كَيْفَ يُحْرِقُهُ لَهيبُها وَاَنْتَ تَسْمَعُ صَوْتَهُ وَتَرى مَكانَه اَمْ كَيْفَ يَشْتَمِلُ عَلَيْهِ زَفيرُها وَاَنْتَ تَعْلَمُ ضَعْفَهُ، اَمْ كَيْفَ يَتَقَلْقَلُ بَيْنَ اَطْباقِها وَاَنْتَ تَعْلَمُ صِدْقَهُ، اَمْ كَيْفَ تَزْجُرُهُ زَبانِيَتُها وَهُوَ يُناديكَ يا رَبَّهُ، اَمْ كَيْفَ يَرْجُو فَضْلَكَ في عِتْقِهِ مِنْها فَتَتْرُكُهُ فيها هَيْهاتَ ما ذلِكَ الظَّنُ بِكَ وَلاَ الْمَعْرُوفُ مِنْ فَضْلِكَ وَلا مُشْبِهٌ لِما عامَلْتَ بِهِ الْمُوَحِّدينَ مِنْ بِرِّكَ وَاِحْسانِكَ، فَبِالْيَقينِ اَقْطَعُ لَوْ لا ما حَكَمْتَ بِهِ مِنْ تَعْذيبِ جاحِديكَ، وَقَضَيْتَ بِهِ مِنْ اِخْلادِ مُعانِدِيكَ لَجَعَلْتَ النّارَ كُلَّها بَرْداً وَسَلاماً وَما كانَت لاَِحَد فيها مَقَرّاً وَلا مُقاماً لكِنَّكَ تَقَدَّسَتْ اَسْماؤُكَ اَقْسَمْتَ اَنْ تَمْلاََها مِنَ الْكافِرينَ مِنَ الْجِنَّةِ وَالنّاسِ اَجْمَعينَ، وَاَنْ تُخَلِّدَ فيهَا الْمُعانِدينَ وَاَنْتَ جَلَّ ثَناؤُكَ قُلْتَ مُبْتَدِئاً، وَتَطَوَّلْتَ بِالاًِنْعامِ مُتَكَرِّماً اَفَمَنْ كانَ مُؤْمِناً كَمَنْ كانَ فاسِقاً لا يَسْتَوُونَ، اِلهى وَسَيِّدى فَأَسْأَلُكَ بِالْقُدْرَةِ الَّتى قَدَّرْتَها، وَبِالْقَضِيَّةِ الَّتي حَتَمْتَها وَحَكَمْتَها وَغَلَبْتَ مَنْ عَلَيْهِ اَجْرَيْتَها اَنْ تَهَبَ لى في هذِهِ اللَّيْلَةِ وَفي هذِهِ السّاعَةِ كُلَّ جُرْم اَجْرَمْتُهُ، وَكُلَّ ذَنْب اَذْنَبْتُهُ، وَكُلَّ قَبِيح اَسْرَرْتُهُ، وَكُلَّ جَهْل عَمِلْتُهُ، كَتَمْتُهُ اَوْ اَعْلَنْتُهُ اَخْفَيْتُهُ اَوْ اَظْهَرْتُهُ، وَكُلَّ سَيِّئَة اَمَرْتَ بِاِثْباتِهَا الْكِرامَ الْكاتِبينَ الَّذينَ وَكَّلْتَهُمْ بِحِفْظِ ما يَكُونُ مِنّي وَجَعَلْتَهُمْ شُهُوداً عَلَيَّ مَعَ جَوارِحي، وَكُنْتَ اَنْتَ الرَّقيبَ عَلَيَّ مِنْ وَرائِهِمْ، وَالشّاهِدَ لِما خَفِيَ عَنْهُمْ، وَبِرَحْمَتِكَ اَخْفَيْتَهُ، وَبِفَضْلِكَ سَتَرْتَهُ، وَاَنْ تُوَفِّرَ حَظّي مِنْ كُلِّ خَيْر اَنْزَلْتَهُ (تُنَزِّلُهُ) اَوْ اِحْسان فَضَّلْتَهُ اَوْ بِرٍّ نَشَرْتَهُ (تَنْشُرُهُ) اَوْ رِزْق بَسَطْتَهُ (تَبْسُطُهُ) اَوْ ذَنْب تَغْفِرُهُ اَوْ خَطَأ تَسْتُرُهُ، يا رَبِّ يا رَبِّ يا رَبِّ يا اِلهي وَسَيِّدي وَمَوْلايَ وَمالِكَ رِقّى، يا مَنْ بِيَدِهِ ناصِيَتى يا عَليماً بِضُرّى (بِفَقْرى) وَمَسْكَنَتى، يا خَبيراً بِفَقْرى وَفاقَتى يا رَبِّ يا رَبِّ يا رَبِّ أَسْأَلُكَ بِحَقِّكَ وَقُدْسِكَ وَاَعْظَمِ صِفاتِكَ وَاَسْمائِكَ اَنْ تَجْعَلَ اَوْقاتي مِنَ (فِي) اللَّيْلِ وَالنَّهارِ بِذِكْرِكَ مَعْمُورَةً، وَبِخِدْمَتِكَ مَوْصُولَةً، وَاَعْمالى عِنْدَكَ مَقْبُولَةً حَتّى تَكُونَ اَعْمالي وَاَوْرادى (وَاِرادَتي) كُلُّها وِرْداً واحِداً وَحالى في خِدْمَتِكَ سَرْمَداً، يا سَيِّدي يا مَنْ عَلَيْهِ مُعَوَّلي يا مَنْ اِلَيْهِ شَكَوْتُ اَحْوالي يا رَبِّ يا رَبِّ يا رَبِّ، قَوِّ عَلى خِدْمَتِكَ جَوارِحى وَاشْدُدْ عَلَى الْعَزيمَةِ جَوانِحي وَهَبْ لِيَ الْجِدَّ في خَشْيَتِكَ، وَالدَّوامَ فِي الاِْتِّصالِ بِخِدْمَتِكَ، حَتّى اَسْرَحَ اِلَيْكَ في مَيادينِ السّابِقينَ وَاُسْرِعَ اِلَيْكَ فِي الْبارِزينَ (الْمُبادِرينَ) وَاَشْتاقَ اِلى قُرْبِكَ فِي الْمُشْتاقينَ وَاَدْنُوَ مِنْكَ دُنُوَّ الُْمخْلِصينَ، وَاَخافَكَ مَخافَةَ الْمُوقِنينَ، وَاَجْتَمِعَ في جِوارِكَ مَعَ الْمُؤْمِنينَ، اَللّهُمَّ وَمَنْ اَرادَني بِسُوء فَاَرِدْهُ وَمَنْ كادَني فَكِدْهُ، وَاجْعَلْني مِنْ اَحْسَنِ عَبيدِكَ نَصيباً عِنْدَكَ، وَاَقْرَبِهِمْ مَنْزِلَةً مِنْكَ، وَاَخَصِّهِمْ زُلْفَةً لَدَيْكَ، فَاِنَّهُ لا يُنالُ ذلِكَ إلاّ بِفَضْلِكَ، وَجُدْ لي بِجُودِكَ وَاعْطِفْ عَلَيَّ بِمَجْدِكَ وَاحْفَظْني بِرَحْمَتِكَ، وَاجْعَلْ لِسانى بِذِكْرِكَ لَهِجَاً وَقَلْبي بِحُبِّكَ مُتَيَّماً وَمُنَّ عَلَيَّ بِحُسْنِ اِجابَتِكَ، وَاَقِلْني عَثْرَتي وَاغْفِرْ زَلَّتي، فَاِنَّكَ قَضَيْتَ عَلى عِبادِكَ بِعِبادَتِكَ، وَاَمَرْتَهُمْ بِدُعائِكَ، وَضَمِنْتَ لَهُمُ الاِْجابَةَ، فَاِلَيْكَ يا رَبِّ نَصَبْتُ وَجْهي وَاِلَيْكَ يا رَبِّ مَدَدْتُ يَدي، فَبِعِزَّتِكَ اسْتَجِبْ لي دُعائي وَبَلِّغْني مُنايَ وَلا تَقْطَعْ مِنْ فَضْلِكَ رَجائي، وَاكْفِني شَرَّ الْجِنِّ وَالاِْنْسِ مِنْ اَعْدائي، يا سَريعَ الرِّضا اِغْفِرْ لِمَنْ لا يَمْلِكُ إلاّ الدُّعاءَ فَاِنَّكَ فَعّالٌ لِما تَشاءُ، يا مَنِ اسْمُهُ دَواءٌ وَذِكْرُهُ شِفاءٌ وَطاعَتُهُ غِنىً، اِرْحَمْ مَنْ رَأْسُ مالِهِ الرَّجاءُ وَسِلاحُهُ الْبُكاءُ، يا سابِـغَ النِّعَمِ، يا دافِعَ النِّقَمِ، يا نُورَ الْمُسْتَوْحِشينَ فِي الظُّلَمِ، يا عالِماً لا يُعَلَّمُ، صَلِّ عَلى مُحَمَّد وَآلِ مُحَمَّد وَافْعَلْ بي ما اَنْتَ اَهْلُهُ وَصَلَّى اللهُ عَلى رَسُولِهِ وَالاَْئِمَّةِ الْمَيامينَ مِنْ آلِهِ (اَهْلِهِ) وَسَلَّمَ تَسْليماً كَثيراً.

## شروح الدعاء
- شرح دعاء كميل (عبد الأعلى السبزواري).
- رحله في الافاق والاعماق (حسين انصاريان)
- اسرار العارفين في شرح كلام مولانا اميرالمومنين (جعفر بحرالعلوم)
- رشحات سنيه في شرح دعاء كميل (كامل حسن صفواني قطيفي)

## وصلات خارجية
- استمع لصوت دعاء كميل